# Quinto Fábio Máximo Emiliano
Quinto Fábio Máximo Emiliano (em latim: Quintus Fabius Maximus Aemilianus) foi um político da gente Fábia da República Romana eleito cônsul em 145 a.C. com Lúcio Hostílio Mancino. Emiliano era filho biológico de Lúcio Emílio Paulo Macedônico com sua esposa Papíria Masão e foi adotado por um membro da gente Fábia. Era irmão mais velho de Cipião Emiliano, cônsul em 147 e 134 a.C., que foi adotado pelos Cipiões, pai biológico de Quinto Fábio Máximo Alobrógico, cônsul em 121 a.C., e pai adotivo de Quinto Fábio Máximo Serviliano, cônsul em 142 a.C..

## Carreira
Serviu em 168 a.C. sob o comando de Emílio Paulo na Terceira Guerra Macedônica e foi enviado por ele a Roma para anunciar a vitória na Batalha de Pidna. Depois, serviu como pretor na Sicília entre 149 e 148 a.C. e foi finalmente eleito cônsul em 145 a.C. com Lúcio Hostílio Mancino, recebendo a Hispânia como sua província consular. Depois do seu mandato, recebeu o comando proconsular para continuar a luta contra Viriato, a quem derrotou, mas sem conseguir capturá-lo. Ele fugiu para Numância, de onde continuou a guerra, uma cidade que seria arrasada por seu irmão, Cipião Emiliano, uma década mais tarde.
Fábio e Cipião foram pupilos e patronos do historiador Políbio, que os descreveu como exemplo de uma união fraternal, mesmo tendo crescido em casas diferentes por causa de suas adoções.